# 锥腹肖峭
锥腹肖峭（学名：Tetragnatha maxillosa），又名日本長腳蛛，为肖峭科肖峭属的动物。分布于南非、孟加拉国至新赫布里底、台湾岛以及中国大陆的广东、广西、江西、福建、四川、湖南、湖北、江苏、浙江、安徽、辽宁、西藏、宁夏、新疆、贵州等地，多栖息于水田及水边杂草。